# Căbești (okręg Bacău)
Căbești – wieś w Rumunii, w okręgu Bacău, w gminie Podu Turcului. W 2011 roku liczyła 694 mieszkańców.